# Đội tuyển bóng đá bãi biển quốc gia Sénégal
Đội tuyển bóng đá bãi biển quốc gia Sénégal đại diện Sénégal ở các giải thi đấu bóng đá bãi biển quốc tế và được điều hành bởi F.S.F., cơ quan quản lý bóng đá ở Sénégal.

## Đội hình hiện tại
Chính xác tính đến tháng 9 năm 2013.
Ghi chú: Quốc kỳ chỉ đội tuyển quốc gia được xác định rõ trong điều lệ tư cách FIFA. Các cầu thủ có thể giữ hơn một quốc tịch ngoài FIFA.
| Số | VT | Quốc gia | Cầu thủ                   |
| -- | -- | -------- | ------------------------- |
| 1  | TM |          | Al Seyni Ndiaye           |
| 2  | HV |          | Ibra Thioune              |
| 3  | HV |          | Ngalla Sylla              |
| 4  | HV |          | Cheikh Ba (Cheikhouna Lo) |
| 5  | TĐ |          | Mamadou Sylla             |
| 6  | HV |          | Ibrahima Bakhoum          |

| Số | VT | Quốc gia | Cầu thủ              |
| -- | -- | -------- | -------------------- |
| 7  | TV |          | Babacar Fall         |
| 8  | HV |          | Seydina Thioub       |
| 9  | TĐ |          | Pape Koukpaki        |
| 10 | TĐ |          | Marcelin Faye        |
| 11 | TV |          | Serigne (Papa) Ndour |
| 12 | TM |          | Mbaye Mbengue        |

Huấn luyện viên: Amadou Diop

### Giải vô địch bóng đá bãi biển châu Phi
Đội tuyển Sénégal có nhiều chức vô địch nhất của bóng đá bãi biển châu Phi. Những chú sư tử Teranga đã 6 lần lên ngôi vô địch. Họ chưa bao giờ vắng mặt tại Giải vô địch bóng đá bãi biển châu Phi nào từ lần đầu tham dự năm 2007.
| Năm                           | Vòng        | Vt                 | St | T  | T h.p./pso | B | BT  | BB  | HS  |
| ----------------------------- | ----------- | ------------------ | -- | -- | ---------- | - | --- | --- | --- |
| Durban, Nam Phi 2006          |             |                    |    |    |            |   |     |     |     |
| Durban, Nam Phi 2007          | Á quân      | 2                  | 5  | 3  | 0          | 2 | 29  | 26  | +3  |
| Durban, Nam Phi 2008          | Vô địch     | 1                  | 5  | 3  | 1          | 1 | 39  | 20  | +19 |
| Durban, Nam Phi 2009          | Hạng ba     | 3                  | 4  | 2  | 1          | 1 | 22  | 20  | +2  |
| Casablanca, Maroc 2011        | Vô địch     | 1                  | 4  | 4  | 0          | 0 | 23  | 12  | +11 |
| El Jadida, Maroc 2013         | Vô địch     | 1                  | 5  | 5  | 0          | 0 | 34  | 17  | +17 |
| Roche Caiman, Seychelles 2015 | Á quân      | 2                  | 5  | 1  | 1          | 3 | 17  | 16  | +1  |
| Tổng cộng                     | 3 danh hiệu | thứ 1 mọi thời đại | 28 | 18 | 3          | 7 | 164 | 111 | +53 |

## Giải vô địch bóng đá bãi biển thế giới
- Mùa giải 2015
  - Giải vô địch bóng đá bãi biển thế giới 2015: Vượt qua vòng loại
- Mùa giải 2013
  - Giải vô địch bóng đá bãi biển thế giới 2013: Vòng bảng
- Mùa giải 2011
  - Giải vô địch bóng đá bãi biển thế giới 2011: Tứ kết
- Mùa giải 2008
  - Giải vô địch bóng đá bãi biển thế giới 2008: Vòng bảng
- Mùa giải 2007
  - Giải vô địch bóng đá bãi biển thế giới 2007: Tứ kết